# Евальд фон Клопманн
Ев́альд фон Кло́пманн (нім. Ewald von Klopmann; 21 лютого 1734 — 21 січня 1804) — курляндський державний діяч, дипломат, правник. Обер-гофмаршал Курляндії і Семигалії (1785—1795). Представник шляхетного німецького роду Клопманнів. Народився у Курляндії. Син Фрідріха-Вільгельма фон Клопманна і Марії-Юліани фон Мірбах. Навчався у Єнському і Страсбурзькому університетах (1752—1753). Подорожував до Парижу і Швейцарії. Працював міністерських канцеляріях Берліна і Лондона (1758—1760). Згодом повернувся до Курляндії (1760). Займав посади камерюнкера і супровідника курляндського престолонаслідника Петера фон Бірона. Після того як останній став курляндським герцогом (1769) був його камергером, гофмаршалом (1772, 1783—1784) і обер-гофмаршалом. Як герцоський посол відвідав кілька німецьких дворів (1772—1774), безуспішно намагаючись знайти другу дружину для овдовілого Петера. Неодноразово бував у Санкт-Петербурзі. Як представник герцога працював із росіянами у спеціальній комісії, яка визначила курляндсько-російський кордон (1783). Володів маєтком Мальмуйше в Добленському повіті (з 1784). Після російської анексії Курляндії (1795) жив як приватна особа у Мітаві. Займався нумізматикою і колекціонуванням антикваріату. Написав праці з історії герцогства. Помер у Мітаві.

## Праці
- Klopmanno, Ewaldus ab. Oratio de usu latinae linguae in comitiis imperii romani et germanici. Jena, 1753[1].
- Klopmanno, Ewaldus ab. Imperanti nullum esse jus in populum, apud quem est de summa imperii potestate, electionis lege, disponendi, quam quod per leges fundamentales, pactaque cum populo ipsius imperii inita, ei concessum, ex principiis juris naturae ac gentium demonstratur. [Regiomontani], 1760.
- Klopmanno, Ewaldus ab. Ius ducem eligendi ... statibus Curlandiae et Semgalliae competens. Londini, 1758.
- Histoire Generale des Duches de Courlande et de Semigale

### Монографії. Статті
- Seraphim, Kurl., 216 f., 310, 313 f.
- Diederichs, H. Ewald von Klopmann's Aufzeichnungen über sein Leben // Baltische Monatsschrift. 1893, № 40, S. 108—131.
- Räder, W. Die Juristen Kurlands im 18. Jahrhundert. Posen: W. F. Häcker, 1942.

### Довідники
- Klopmann, Ewald v. // Deutschbaltisches biographisches Lexikon 1710–1960. Köln-Wien, 1970, S. 387.
- Fam.-Chr.
- R/N; Kurl. Ritt. XVI/5